# María Zajárova

María Vladímirovna Zajárova (en ruso: Мария Владимировна Захарова Moscú, Unión Soviética; 24 de diciembre de 1975) es una periodista, diplomática y política rusa. Actualmente es la Directora del Departamento de Información y Prensa del Ministerio de Asuntos Exteriores de la Federación de Rusia (portavoz oficial del Ministerio de Asuntos Exteriores de la Federación Rusa) desde el 10 de agosto de 2015, durante el gobierno del presidente Vladímir Putin. En 2016, la BBC la eligió entre las 100 mujeres más influyentes a nivel mundial.

## Biografía
María Zajárova nació el 24 de diciembre de 1975 en la ciudad de Moscú en la entonces Unión Soviética. Sus padres eran diplomáticos y pasó su infancia en la ciudad de Pekín en China, donde sus padres trabajaban. Volvió a su país durante su adolescencia. En 1998 se graduó en la Facultad de Periodismo Internacional en la Instituto Estatal de Relaciones Internacionales de Moscú en el campo del orientalismo y el periodismo. Realizó prácticas en la embajada rusa en Pekín. También posee un posgrado en Ciencias Históricas.
Desde 2003 hasta 2005, ocupó el cargo de Jefa del Departamento de Información y Prensa del Ministerio de Asuntos Exteriores de la Federación Rusa. Desde 2005 hasta 2008, fue secretaria de prensa de la Misión Permanente de la Federación de Rusia ante las Naciones Unidas en la ciudad de Nueva York. Desde 2008 hasta 2011, volvió nuevamente a asumir el cargo de Jefa del Departamento de Información y Prensa del Ministerio de Asuntos Exteriores de la Federación Rusa.

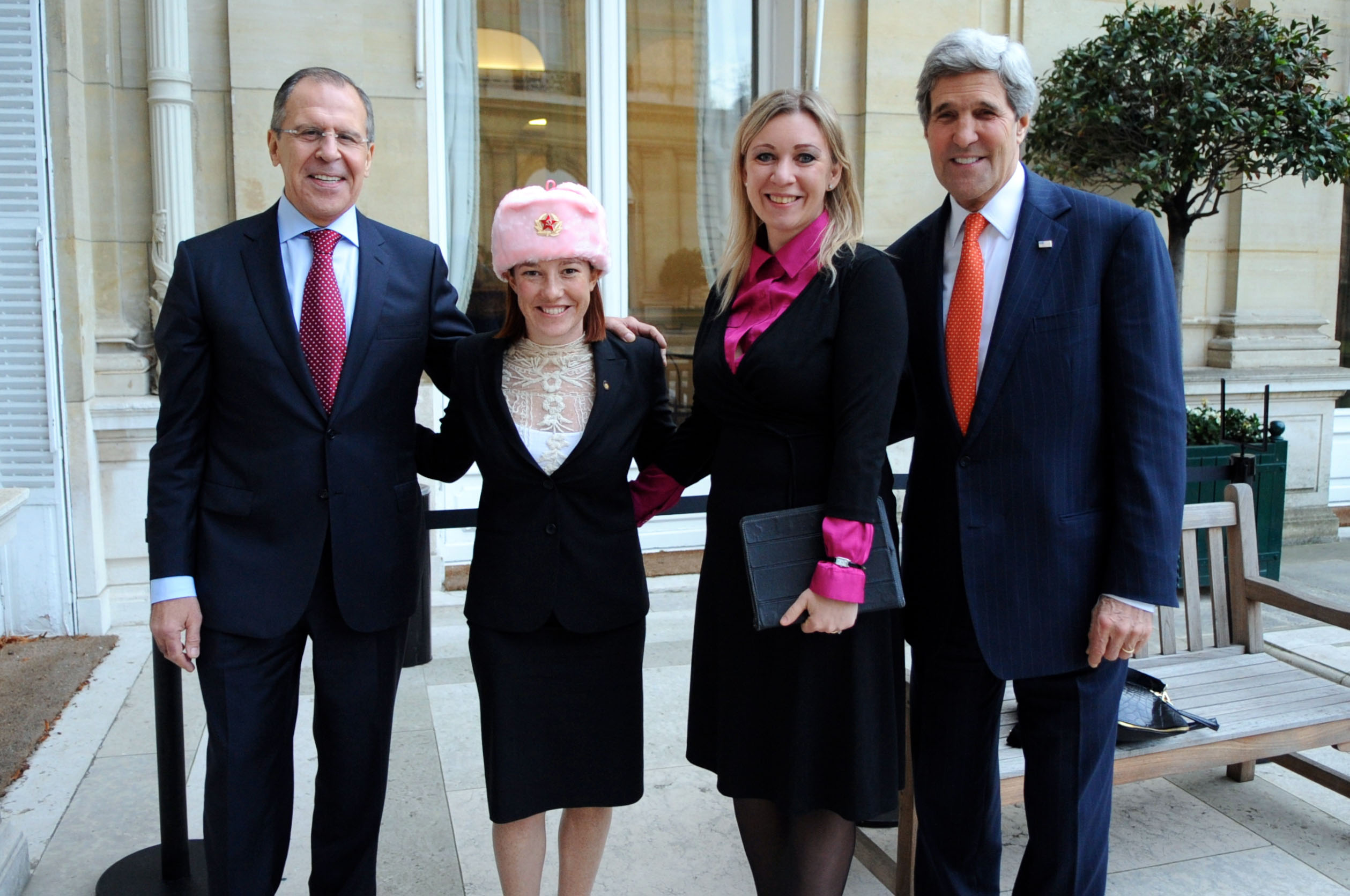
De izquierda a derecha: Serguéi Lavrov, Jen Psaki, María Zajárova y John Kerry, en París, Francia, en enero de 2014. Psaki lleva puesta una ushanka regalada por su homóloga rusa.

Entre 2011 y el 10 de agosto de 2015, Zajárova fue Jefa Adjunta del Departamento de Información y Prensa del Ministerio de Asuntos Exteriores de la Federación Rusa. Sus funciones incluían la organización y realización de sesiones informativas del portavoz del Ministerio de Asuntos Exteriores, la organización de las publicaciones del Ministerio en las cuentas oficiales en las redes sociales y el apoyo a la información de las visitas al extranjero del Ministerio.
Zajárova se hizo famosa por su participación en programas de entrevistas políticas en la televisión rusa y por contribuir con coloridos comentario sobre cuestiones políticas delicadas en las redes sociales. Ella es una de las diplomáticas rusas más citadas. Es a menudo comparada con Jen Psaki (portavoz del Departamento de Estado de los Estados Unidos entre 2012 y 2015).
El 10 de agosto de 2015, por orden del Ministerio de Asuntos Exteriores, Zajárova fue nombrada directora del Departamento de Información y Prensa. Zajárova se convirtió en la primera mujer en la historia del departamento en llegar a ese cargo.
En 2016 fue elegida como una de las 100 mujeres de la BBC.

## Vida personal
El 7 de noviembre de 2005 se casó con el empresario ruso Andréi Makárov en el Consulado de Rusia en Nueva York. Tienen una hija nacida en 2010.